# ألوسين كامارا
ألوسين كامارا (بالإنجليزية: Alusine Kamara)‏ (5 سبتمبر 1989 بفريتاون في سيراليون - ) هو لاعب كرة قدم سيراليوني في مركز الوسط. شارك مع منتخب سيراليون لكرة القدم. أما مع النوادي، فقد لعب مع نادي سيريانسكا ونادي كالون ونادي موتالا.

## روابط خارجية
- ألوسين كامارا على موقع اتحاد السويد (السويدية)
- ألوسين كامارا على موقع قاعدة بيانات كرة القدم.إي يو (الإنجليزية)
- ألوسين كامارا على موقع ناشيونال فوتبول تيمز (الإنجليزية)